# John Joseph Enneking

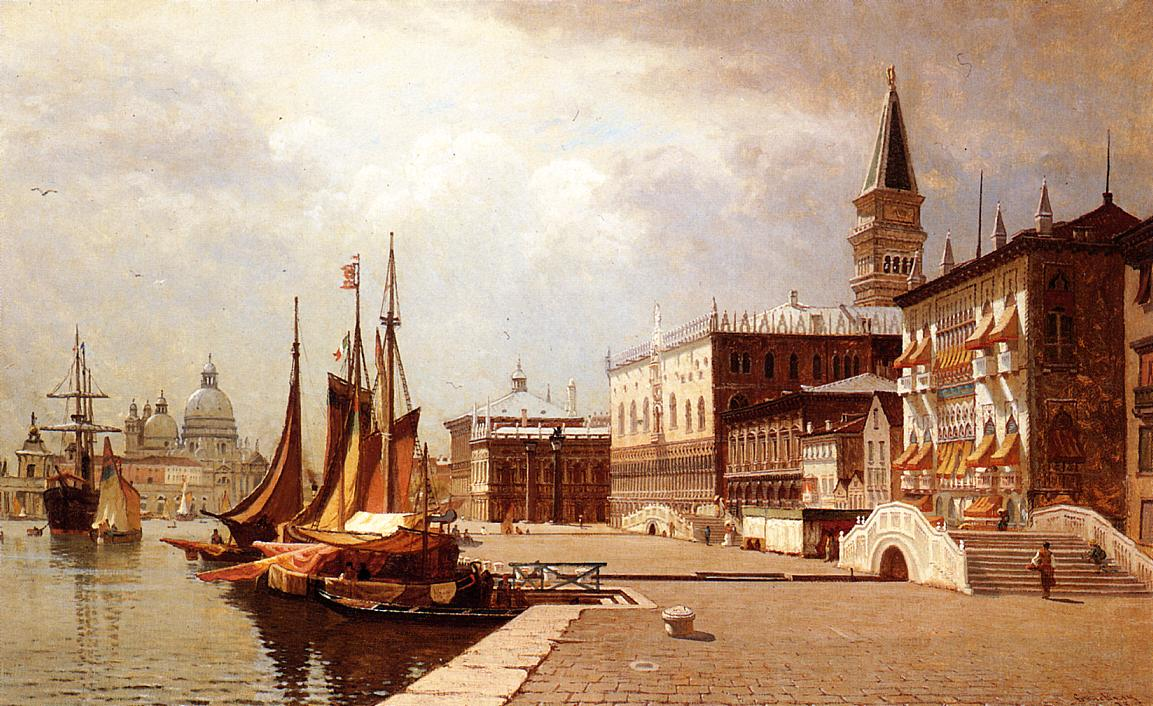
Wenecja w południe

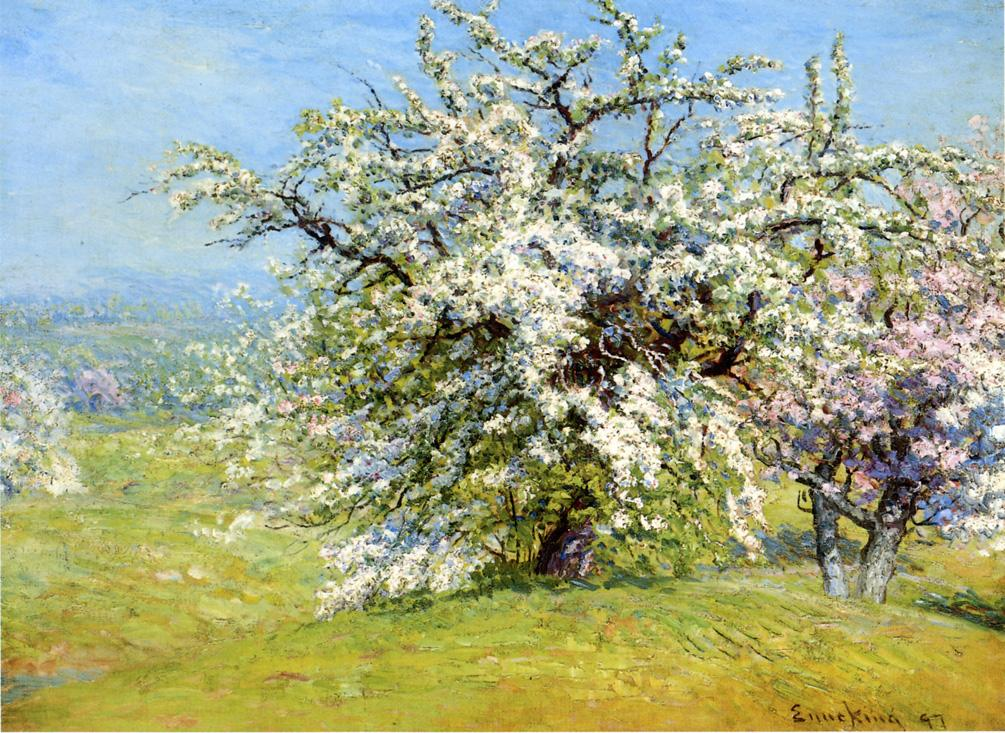
Kwitnące sady

John Joseph Enneking (ur. 4 października 1841, zm. 16 listopada 1916) – amerykański malarz pejzażysta pochodzenia niemieckiego.
Urodził się w Minster w (Ohio), uczył się w Mount St. Mary's College w Cincinnati. Brał udział w amerykańskiej wojnie domowej w latach 1861–1862, studiował sztukę w Nowym Jorku i Bostonie. Studia musiał przerwać ze względu na problemy ze wzrokiem. Jednak powrócił do malowania po niepowodzeniach w prowadzeniu biznesu.
Ennekig malował w plenerze, był zafascynowany światłem. Jego ulubione tematy to listopadowy brzask w Nowej Anglii, przytłumione światła wczesnej wiosny i późnej jesieni, zimowe świty i wieczory.
W Hyde Parku (dzielnicy Bostonu) w Massachusetts znajduje się aleja jego imienia.